# Yu guanyin
Yu guanyin (xinès tradicional: 玉觀音, xinès simplificat: 玉观音, pinyin: Yù Guānyīn), comercialitzada internacionalment com Jade Goddess of Mercy o Goddess of Mercy és una pel·lícula de 2003 dirigida de Ann Hui, protagonitzada per Zhao Wei i Nicholas Tse.
Va ser una adaptació d'una novel·la de l'escriptor xinès Hai Yan. El títol prové d'un collaret amb Kuan Yin, la "Deessa de la Misericòrdia".
El 2003 Hai Yan també va produir una sèrie de televisió basada en la seva novel·la, protagonitzada per Sun Li.

## Argument
Yang Rui és un atractiu executiu de Beijing que està avorrit de la seva vida fàcil i de les nombroses conquestes femenines. Té una aventura amb la seva cap, i en general sembla menysprear les dones i les relacions. Sent parlar d'una dona anomenada He Yanhong que és de fora de la ciutat, bonica però misteriosa i força solitaria. Aviat s'enamora d'ella, malgrat que ella rebutja els seus avenços i sembla tenir pocs amics. Quan li dona una puntada de peu al cap després d'haver arribat amb massa força, mostra una mica de penediment i compassió, recuperant-lo la salut i desenvolupen una amistat. He Yanhong li diu que el seu sobrenom és An Xin ("pau" en anglès). Malauradament, la cap menyspreada de Yang Rui es posa gelosa, revela que ha estat espiant la jove parella, organitza que He Yanhong perdi la seva feina, revela que té un fill i després l'incrimina per acceptar un suborn il·legal que envia breument a Yang Rui a la presó.
He Yanhong organitza que un advocat alliberi Yang Rui de la presó, i ell la rastreja, descobrint que el seu nom real és en realitat An Xin, i que es va traslladar a Pequín per escapar d'un desastrós triangle amorós que va provocar la mort del seu marit i amenaça tant la seva vida com la del seu fill, Xiong. En revelar-se a Yang Rui, aprèn el següent:
An Xin era un agent de policia prometedor a la província de Yunnan al sud de la Xina, compromès amb un periodista anomenat Tiejun que també té una carrera prometedora. Abans de la data del seu matrimoni, An Xin té una trobada casual amb Mao Jie, amb qui té una aventura romàntica breu però emocionalment intensa. Cap dels dos és honest sobre la seva carrera, i només durant una operació de tràfic de drogues An Xin descobreix que Mao Jie forma part d'una família de traficants de drogues. Com que cap dels dos coneixia la veritable professió de l'altre, es veu obligada a declarar contra Mao Jie i els seus pares reben la pena de mort. No obstant això, Mao Jie és capaç de convèncer un jutge perquè el deixin en llibertat a causa de les acusacions que An Xin podria haver-lo inculpat per ocultar de la seva història d'amor. Com a venjança, Mao Jie i el seu germà maten el marit d'An Xin per venjar la mort dels seus pares i la seva traïció.
A partir d'aleshores, la vida d'An Xin es desfà lentament mentre intenta construir una nova vida mentre s'amaga dels germans Mao.

## Repartiment
- Zhao Wei - An Xin
- Nicholas Tse - Maojie
- Liu Yunlong - Yang Rui
- Chen Jianbin - Tiejun
- Chen Abao - Tiejun's mother
- Dong Yangyang - Xiao Xiong (Baby)
- Fu Qiang - Mao's father
- Gao Zhilan - Mao's mother
- Hong Jiantao - Liu Minghao
- Liu Guanghou - Lao Qian
- Lun Zhu - Xiao Kang
- Niu Li - Zhong Ning
- Su Jiatong - Xiao Xiong (An Xin's son)
- Tang Jinglin - Mao Fang

## Reception
| «                    | Malgrat els girs argumentals que tensen la credulitat, la pel·lícula funciona, sobretot gràcies a l'animada actuació de Zhao com a policia dividida entre l'amor, el deure i la maternitat. Amb la seva estatura, Zhao no podria intimidar un delinqüent, però el seu retrat convincent confirma el seu estatus. com una de les millors actrius de la Xina. El veritable èxit de Goddess és la seva gratificant fusió d'actors principals del continent amb la visió indie de Hong Kong, que indica el camí per a futures col·laboracions transfrontereres. Quan Zhao i Tse intercanvien mirades tèrboles (i ocasionals trets), un país, dos sistemes mai van semblar tan bons." | » |
| — TIME(Asia edition) | |   |

## Premis i nominacions
26è Festival Internacional de Cinema de Moscou
- Nominada: Jordi d'Or

10ns premis Golden Phoenix
- Guanyat: Premi Actriu Femenina (Zhao Wei)

5ns Chinese Film Media Awards
- Nominada: Millor actriu (Zhao Wei)
- Nominat: Millor actor secundari (Sun Haiying)

27è Premis Cent Flors
- Nominada: Millor pel·lícula
- Nominat: Millor actor (Sun Haiying)

8è Festival de Cinema de Verona
- Guanyadora: Premi del Públic
- Nominada: Millor pel·lícula